# Club Sport Escudero
El Sport Escudero es un club de fútbol peruano de la ciudad de Piura, en el departamento homónimo. Fue fundado en 1919 y participa en la Copa Perú.

## Historia
El Club Sport Escudero fue fundado un 16 de noviembre de 1919 en la ciudad de Piura. Tuvo por sede la primera cuadra de la calle Cuzco Norte, siendo su primer presidente don Manuel Eduardo Ramos Carrillo.
Su primer título lo logró en el torneo de 1953 tras vencer 4-3 a Estrella Roja en partido de desempate jugado en marzo de 1954. El club estaba bajo la presidencia de Modesto Ramos Dávila y entre los jugadores destacaron Abel Farfán, Teófilo Carrión, Efraín Rojas, Rolando Rodrich y Enrique Urbina.

## Estadio
El estadio Estadio Miguel Grau de Piura, con una capacidad para 25.000 espectadores lo comparte con el Club Atlético Grau, Club Sport Liberal y con el Alianza Atlético Sullana.

## Rivalidades
Sport Escudero tiene una rivalidad histórica con el Estrella Roja en el llamado Clásico de Barrios. Sport Escudero representa al Barrio Norte (Mangachería) y Estrella Roja al Barrio Sur (Gallinacera).

## Palmarés

### Torneos regionales
| Competición regional          | Títulos           | Subcampeonatos |
| ----------------------------- | ----------------- | -------------- |
| Liga Distrital de Piura (3/1) | 1953, 1961, 1964. | 1960.          |